# Élections législatives de 2017 dans le Finistère
Les élections législatives françaises de 2017 se déroulent les 11 et 18 juin 2017. Dans le département du Finistère, huit députés sont à élire dans le cadre de huit circonscriptions.

## Élus
| Circonscription                                                                                                | Député sortant                                          | Parti | Parti | Député élu ou réélu     | Parti | Parti |
| --- | ------------------------------------------------------- | ----- | ----- | ----------------------- | ----- | ----- |
| 1re | Marie-Thérèse Le Roy* suppléante de Jean-Jacques Urvoas |       | PS    | Annaïg Le Meur          |       | REM   |
| 2e | Patricia Adam                                           |       | PS    | Jean-Charles Larsonneur |       | REM   |
| 3e | Jean-Luc Bleunven                                       |       | DVG   | Didier Le Gac           |       | REM   |
| 4e | Marylise Lebranchu*                                     |       | PS    | Sandrine Le Feur        |       | REM   |
| 5e | Chantal Guittet                                         |       | PS    | Graziella Melchior      |       | REM   |
| 6e | Richard Ferrand**                                       |       | PS    | Richard Ferrand         |       | REM   |
| 7e | Annick Le Loch*                                         |       | PS    | Liliana Tanguy          |       | REM   |
| 8e | Gilbert Le Bris*                                        |       | PS    | Erwan Balanant          |       | MoDem |
| * député sortant ne se représentant pas en 2017 ** député PS sortant se représente en 2017 sous étiquette LREM |                                                         |       |       |                         |       |       |

## Rappel des résultats départementaux des élections de 2012
| Parti          | Parti                             | Premier tour | Premier tour | Second tour | Second tour | Sièges |
| Parti          | Parti                             | Voix         | %            | Voix        | %           | Sièges |
| -------------- | --------------------------------- | ------------ | ------------ | ----------- | ----------- | ------ |
|                | Parti socialiste                  | 159 538      | 38,95        | 211 650     | 53,49       | 7      |
|                | Europe Écologie Les Verts         | 27 852       | 6,80         | Retrait     | Retrait     | 0      |
|                | Divers gauche dont MRC            | 22 190       | 5,42         | 27 146      | 6,86        | 1      |
|                | Parti radical de gauche           | 1 676        | 0,41         |             |             | 0      |
|                | Majorité présidentielle           | 211 256      | 51,57        | 238 796     | 60,34       | 8      |
|                |                                   |              |              |             |             |        |
|                | Union pour un mouvement populaire | 117 642      | 28,72        | 143 969     | 36,39       | 0      |
|                | Alliance centriste                | 7 589        | 1,85         |             |             | 0      |
|                | Divers droite dont DLR et PCD     | 2 193        | 0,54         | 12 963      | 3,27        | 0      |
|                | Parti radical                     | 897          | 0,22         |             |             | 0      |
|                | Nouveau centre                    | 428          | 0,10         | 0           |             |        |
|                | Droite parlementaire              | 128 749      | 31,43        | 156 932     | 39,66       | 0      |
|                |                                   |              |              |             |             |        |
|                | Front national                    | 29 495       | 7,20         |             |             | 0      |
|                | Front de gauche                   | 23 039       | 5,62         | 0           |             |        |
|                | Mouvement démocrate               | 10 232       | 2,50         | 0           |             |        |
|                | Extrême gauche dont LO et NPA     | 3 714        | 0,91         | 0           |             |        |
|                | Régionaliste                      | 2 263        | 0,55         | 0           |             |        |
|                | Divers écologiste dont AÉI et GÉ  | 554          | 0,14         | 0           |             |        |
|                | Divers                            | 341          | 0,08         | 0           |             |        |
|                |                                   |              |              |             |             |        |
| Inscrits       | Inscrits                          | 677 250      | 100,00       | 677 157     | 100,00      | 8      |
| Abstentions    | Abstentions                       | 262 010      | 38,69        | 269 754     | 39,84       |        |
| Votants        | Votants                           | 415 240      | 61,31        | 407 403     | 60,16       |        |
| Blancs et nuls | Blancs et nuls                    | 5 597        | 1,35         | 11 675      | 2,87        |        |
| Exprimés       | Exprimés                          | 409 643      | 98,65        | 395 728     | 97,13       |        |

## Résultats

### Résultats à l'échelle du département
|                                               |                                      |                           |                           |                          |                          |  |
|                                               |                                      | Premier tour 11 juin 2017 | Premier tour 11 juin 2017 | Second tour 18 juin 2017 | Second tour 18 juin 2017 |  |
|                                               |                                      |                           |                           |                          |                          |  |
|                                               |                                      | Nombre                    | % des inscrits            | Nombre                   | % des inscrits           |  |
| Inscrits                                      | Inscrits                             | 689 419                   | 100,00                    | 689 380                  | 100,00                   |  |
| Abstentions                                   | Abstentions                          | 304 709                   | 44,20                     | 366 783                  | 53,20                    |  |
| Votants                                       | Votants                              | 384 710                   | 55,80                     | 322 597                  | 46,80                    |  |
|                                               |                                      |                           | % des votants             |                          | % des votants            |  |
| Bulletins blancs                              | Bulletins blancs                     | 5 513                     | 1,43                      | 26 310                   | 8,16                     |  |
| Bulletins nuls                                | Bulletins nuls                       | 1 982                     | 0,52                      | 8 711                    | 2,70                     |  |
| Suffrages exprimés                            | Suffrages exprimés                   | 377 215                   | 98,05                     | 287 576                  | 89,14                    |  |
|                                               |                                      |                           |                           |                          |                          |  |
| Étiquette politique                           | Étiquette politique                  | Voix                      | % des exprimés            | Voix                     | % des exprimés           |  |
|                                               |                                      |                           |                           |                          |                          |  |
|                                               | La République en marche              | 138 178                   | 36,63                     | 161 949                  | 56,32                    |  |
|                                               | La France insoumise                  | 46 385                    | 12,30                     | 12 646                   | 4,40                     |  |
|                                               | Les Républicains                     | 44 044                    | 11,68                     | 45 713                   | 15,90                    |  |
|                                               | Parti socialiste                     | 41 363                    | 10,97                     | 34 705                   | 12,07                    |  |
|                                               | Front national                       | 25 957                    | 6,88                      |                          |                          |  |
|                                               | Régionaliste                         | 15 418                    | 4,09                      |                          |                          |  |
|                                               | Europe Écologie Les Verts            | 15 026                    | 3,98                      |                          |                          |  |
|                                               | Divers droite                        | 14 713                    | 3,90                      | 17 930                   | 6,23                     |  |
|                                               | Divers gauche                        | 10 610                    | 2,81                      | 14 633                   | 5,09                     |  |
|                                               | Union des démocrates et indépendants | 7 873                     | 2,09                      |                          |                          |  |
|                                               | Parti communiste français            | 5 649                     | 1,50                      |                          |                          |  |
|                                               | Divers                               | 4 661                     | 1,24                      |                          |                          |  |
|                                               | Debout la France                     | 4 017                     | 1,06                      |                          |                          |  |
|                                               | Extrême gauche                       | 2 671                     | 0,71                      |                          |                          |  |
|                                               | Extrême droite                       | 650                       | 0,17                      |                          |                          |  |
| Source : Ministère de l'Intérieur - Finistère |                                      |                           |                           |                          |                          |  |

### Résultats par circonscription

#### Première circonscription (Quimper)
Député sortant : Marie-Thérèse Le Roy (Parti socialiste).
|                                                                           |                                                                             |                           |                           |                          |                          |
|                                                                           |                                                                             | Premier tour 11 juin 2017 | Premier tour 11 juin 2017 | Second tour 18 juin 2017 | Second tour 18 juin 2017 |
|                                                                           |                                                                             |                           |                           |                          |                          |
|                                                                           |                                                                             | Nombre                    | % des inscrits            | Nombre                   | % des inscrits           |
| Inscrits                                                                  | Inscrits                                                                    | 88 861                    | 100,00                    | 88 866                   | 100,00                   |
| Abstentions                                                               | Abstentions                                                                 | 38 281                    | 43,08                     | 46 636                   | 52,48                    |
| Votants                                                                   | Votants                                                                     | 50 580                    | 56,92                     | 42 230                   | 47,52                    |
|                                                                           |                                                                             |                           | % des votants             |                          | % des votants            |
| Bulletins blancs                                                          | Bulletins blancs                                                            | 597                       | 1,18                      | 2 639                    | 6,25                     |
| Bulletins nuls                                                            | Bulletins nuls                                                              | 304                       | 0,60                      | 1 164                    | 2,76                     |
| Suffrages exprimés                                                        | Suffrages exprimés                                                          | 49 679                    | 98,22                     | 38 427                   | 90,99                    |
|                                                                           |                                                                             |                           |                           |                          |                          |
| Candidat Étiquette politique (partis et alliances)                        | Candidat Étiquette politique (partis et alliances)                          | Voix                      | % des exprimés            | Voix                     | % des exprimés           |
|                                                                           |                                                                             |                           |                           |                          |                          |
|                                                                           | Annaïg Le Meur La République en marche                                      | 18 980                    | 38,21                     | 20 925                   | 54,45                    |
|                                                                           | Jean-Jacques Urvoas Parti socialiste                                        | 9 822                     | 19,77                     | 17 502                   | 45,55                    |
|                                                                           | Claire Levry-Gérard Union des démocrates et indépendants (Les Républicains) | 5 896                     | 11,87                     |                          |                          |
|                                                                           | Jugdeep Harvinder La France insoumise                                       | 4 946                     | 9,96                      |                          |                          |
|                                                                           | Christel Hénaff Front national                                              | 3 057                     | 6,15                      |                          |                          |
|                                                                           | Jean-Pierre Bigorgne Europe Écologie Les Verts                              | 2 325                     | 4,68                      |                          |                          |
|                                                                           | Christian Rose Divers droite                                                | 1 091                     | 2,20                      |                          |                          |
|                                                                           | Yves Brun Régionaliste (Oui la Bretagne)                                    | 1 007                     | 2,03                      |                          |                          |
|                                                                           | Yvonne Rainero Parti communiste français                                    | 590                       | 1,19                      |                          |                          |
|                                                                           | Jeannine Le Du Debout la France                                             | 550                       | 1,11                      |                          |                          |
|                                                                           | Alain Rousseau Extrême droite (Union des patriotes)                         | 417                       | 0,84                      |                          |                          |
|                                                                           | Uisant Créquer Divers gauche (Nouvelle Donne)                               | 407                       | 0,82                      |                          |                          |
|                                                                           | Marie-Françoise Mao Divers (Union populaire républicaine)                   | 298                       | 0,60                      |                          |                          |
|                                                                           | Serge Hardy Lutte ouvrière                                                  | 293                       | 0,59                      |                          |                          |
| Source : Ministère de l'Intérieur - Première circonscription du Finistère |                                                                             |                           |                           |                          |                          |

#### Deuxième circonscription (Brest-Centre)
Député sortant : Patricia Adam (Parti socialiste).
|                                                                           | |                           |                           |                          |                          |
|                                                                           | | Premier tour 11 juin 2017 | Premier tour 11 juin 2017 | Second tour 18 juin 2017 | Second tour 18 juin 2017 |
|                                                                           | |                           |                           |                          |                          |
|                                                                           | | Nombre                    | % des inscrits            | Nombre                   | % des inscrits           |
| Inscrits                                                                  | Inscrits | 77 724                    | 100,00                    | 77 724                   | 100,00                   |
| Abstentions                                                               | Abstentions | 37 455                    | 48,19                     | 43 464                   | 55,92                    |
| Votants                                                                   | Votants | 40 269                    | 51,81                     | 34 260                   | 44,08                    |
|                                                                           | |                           | % des votants             |                          | % des votants            |
| Bulletins blancs                                                          | Bulletins blancs | 827                       | 2,05                      | 2 851                    | 8,32                     |
| Bulletins nuls                                                            | Bulletins nuls | 20                        | 0,05                      | 125                      | 0,36                     |
| Suffrages exprimés                                                        | Suffrages exprimés | 39 422                    | 97,90                     | 31 284                   | 91,31                    |
|                                                                           | |                           |                           |                          |                          |
| Candidat Étiquette politique (partis et alliances)                        | Candidat Étiquette politique (partis et alliances)                                                                                          | Voix                      | % des exprimés            | Voix                     | % des exprimés           |
|                                                                           | |                           |                           |                          |                          |
|                                                                           | Jean-Charles Larsonneur La République en marche                                                                                             | 15 764                    | 39,99                     | 18 638                   | 59,58                    |
|                                                                           | Pierre-Yves Cadalen La France insoumise | 5 954                     | 15,10                     | 12 646                   | 40,42                    |
|                                                                           | Patricia Adam (députée sortante) Parti socialiste                                                                                           | 5 559                     | 14,10                     |                          |                          |
|                                                                           | Véronique Bourbigot Les Républicains (Union des démocrates et indépendants)                                                                 | 4 612                     | 11,70                     |                          |                          |
|                                                                           | Karine Léal Front national | 2 865                     | 7,27                      |                          |                          |
|                                                                           | Nathalie Chaline Europe Écologie Les Verts (Brest nouvelle citoyenneté)                                                                     | 1 203                     | 3,05                      |                          |                          |
|                                                                           | Éric Guellec Parti communiste français | 624                       | 1,58                      |                          |                          |
|                                                                           | Christophe Monnier Divers droite (Parti chrétien-démocrate)                                                                                 | 596                       | 1,51                      |                          |                          |
|                                                                           | Colette Kerrain Régionaliste (Oui la Bretagne)                                                                                              | 419                       | 1,06                      |                          |                          |
|                                                                           | Jean-François Labiau Divers (Parti animaliste)                                                                                              | 365                       | 0,93                      |                          |                          |
|                                                                           | Patrick Merdy Régionaliste (Mouvement 100 % - Parti breton - Parti fédéraliste européen - En avant Bretagne -Alliance fédéraliste bretonne) | 298                       | 0,76                      |                          |                          |
|                                                                           | Barthélémy Gonella Divers gauche (Nouvelle Donne)                                                                                           | 291                       | 0,74                      |                          |                          |
|                                                                           | Gaëtan Segalen Divers (Union populaire républicaine)                                                                                        | 278                       | 0,71                      |                          |                          |
|                                                                           | André Cherblanc Lutte ouvrière | 264                       | 0,67                      |                          |                          |
|                                                                           | Gilles Le Roux Divers (Parti du vote blanc)                                                                                                 | 175                       | 0,44                      |                          |                          |
|                                                                           | Roger Calvez Extrême gauche (Parti ouvrier indépendant démocratique)                                                                        | 155                       | 0,39                      |                          |                          |
| Source : Ministère de l'Intérieur - Deuxième circonscription du Finistère | |                           |                           |                          |                          |

#### Troisième circonscription (Brest-Rural)
Député sortant : Jean-Luc Bleunven (Divers gauche).
|                                                                            | |                           |                           |                          |                          |
|                                                                            | | Premier tour 11 juin 2017 | Premier tour 11 juin 2017 | Second tour 18 juin 2017 | Second tour 18 juin 2017 |
|                                                                            | |                           |                           |                          |                          |
|                                                                            | | Nombre                    | % des inscrits            | Nombre                   | % des inscrits           |
| Inscrits                                                                   | Inscrits | 89 322                    | 100,00                    | 89 311                   | 100,00                   |
| Abstentions                                                                | Abstentions | 40 412                    | 45,24                     | 48 586                   | 54,40                    |
| Votants                                                                    | Votants | 48 910                    | 54,76                     | 40 725                   | 45,60                    |
|                                                                            | |                           | % des votants             |                          | % des votants            |
| Bulletins blancs                                                           | Bulletins blancs | 816                       | 1,67                      | 2 777                    | 6,82                     |
| Bulletins nuls                                                             | Bulletins nuls | 188                       | 0,38                      | 722                      | 1,77                     |
| Suffrages exprimés                                                         | Suffrages exprimés | 47 906                    | 97,95                     | 37 226                   | 91,41                    |
|                                                                            | |                           |                           |                          |                          |
| Candidat Étiquette politique (partis et alliances)                         | Candidat Étiquette politique (partis et alliances)                                                                                        | Voix                      | % des exprimés            | Voix                     | % des exprimés           |
|                                                                            | |                           |                           |                          |                          |
|                                                                            | Didier Le Gac La République en marche | 21 085                    | 44,01                     | 22 593                   | 60,69                    |
|                                                                            | Jean-Luc Bleunven (député sortant) Divers gauche (Parti socialiste)                                                                       | 7 282                     | 15,20                     | 14 633                   | 39,31                    |
|                                                                            | Christine Panaget La France insoumise | 5 786                     | 12,08                     |                          |                          |
|                                                                            | Marie-Catherine Mouchot Les Républicains (Union des démocrates et indépendants)                                                           | 4 807                     | 10,03                     |                          |                          |
|                                                                            | Guy Leal Front national | 3 275                     | 6,84                      |                          |                          |
|                                                                            | Patrick Appere Divers gauche | 1 517                     | 3,17                      |                          |                          |
|                                                                            | Yves Guéguen Debout la France | 1 043                     | 2,18                      |                          |                          |
|                                                                            | Loïc Duprat Régionaliste (Mouvement 100 % - Parti breton - Parti fédéraliste européen - En avant Bretagne -Alliance fédéraliste bretonne) | 761                       | 1,59                      |                          |                          |
|                                                                            | Marie-Laure de Parcevaux Divers droite (Parti chrétien-démocrate)                                                                         | 742                       | 1,55                      |                          |                          |
|                                                                            | Jean-Paul Cam Parti communiste français                                                                                                   | 470                       | 0,98                      |                          |                          |
|                                                                            | Marie-Louise Thomas Divers | 314                       | 0,66                      |                          |                          |
|                                                                            | Fabrice Merlin Lutte ouvrière | 304                       | 0,63                      |                          |                          |
|                                                                            | Fabrice Almeras Divers | 262                       | 0,55                      |                          |                          |
|                                                                            | Romain Morin Divers (Union populaire républicaine)                                                                                        | 258                       | 0,54                      |                          |                          |
| Source : Ministère de l'Intérieur - Troisième circonscription du Finistère | |                           |                           |                          |                          |

#### Quatrième circonscription (Morlaix)
Député sortant : Marylise Lebranchu (Parti socialiste).
|                                                                            | |                           |                           |                          |                          |
|                                                                            | | Premier tour 11 juin 2017 | Premier tour 11 juin 2017 | Second tour 18 juin 2017 | Second tour 18 juin 2017 |
|                                                                            | |                           |                           |                          |                          |
|                                                                            | | Nombre                    | % des inscrits            | Nombre                   | % des inscrits           |
| Inscrits                                                                   | Inscrits | 82 156                    | 100,00                    | 82 153                   | 100,00                   |
| Abstentions                                                                | Abstentions | 34 633                    | 42,16                     | 41 089                   | 50,02                    |
| Votants                                                                    | Votants | 47 523                    | 57,84                     | 41 064                   | 49,98                    |
|                                                                            | |                           | % des votants             |                          | % des votants            |
| Bulletins blancs                                                           | Bulletins blancs | 537                       | 1,13                      | 3 505                    | 8,54                     |
| Bulletins nuls                                                             | Bulletins nuls | 232                       | 0,49                      | 1 118                    | 2,72                     |
| Suffrages exprimés                                                         | Suffrages exprimés | 46 754                    | 98,38                     | 36 441                   | 88,74                    |
|                                                                            | |                           |                           |                          |                          |
| Candidat Étiquette politique (partis et alliances)                         | Candidat Étiquette politique (partis et alliances)                                                                                         | Voix                      | % des exprimés            | Voix                     | % des exprimés           |
|                                                                            | |                           |                           |                          |                          |
|                                                                            | Sandrine Le Feur La République en marche                                                                                                   | 14 143                    | 30,25                     | 19 001                   | 52,14                    |
|                                                                            | Maël de Calan Les Républicains (Union des démocrates et indépendants)                                                                      | 13 332                    | 28,52                     | 17 440                   | 47,86                    |
|                                                                            | Julien Kerguillec La France insoumise | 5 970                     | 12,77                     |                          |                          |
|                                                                            | Gwenegan Bui Parti socialiste | 5 727                     | 12,25                     |                          |                          |
|                                                                            | Édith Roussel Front national | 2 329                     | 4,98                      |                          |                          |
|                                                                            | Christine Prigent Europe Écologie Les Verts                                                                                                | 1 649                     | 3,53                      |                          |                          |
|                                                                            | Ismaël Dupont Parti communiste français | 1 254                     | 2,68                      |                          |                          |
|                                                                            | Corinne Nicole Régionaliste (Oui la Bretagne - Mouvement Bretagne et progrès)                                                              | 760                       | 1,63                      |                          |                          |
|                                                                            | Florian Le Saux Debout la France | 569                       | 1,22                      |                          |                          |
|                                                                            | Patricia Blosse Lutte ouvrière | 294                       | 0,63                      |                          |                          |
|                                                                            | Serge Bougot Régionaliste (Mouvement 100 % - Parti breton - Parti fédéraliste européen - En avant Bretagne -Alliance fédéraliste bretonne) | 273                       | 0,58                      |                          |                          |
|                                                                            | Anne Chorlay Divers (Parti du vote blanc)                                                                                                  | 231                       | 0,49                      |                          |                          |
|                                                                            | Virginie Grall Divers (Union populaire républicaine)                                                                                       | 218                       | 0,47                      |                          |                          |
|                                                                            | Jean-Paul Yves Le Goff Divers droite (Rassemblement pour l'initiative citoyenne)                                                           | 4                         | 0,01                      |                          |                          |
|                                                                            | Virginie Luret Divers droite (Parti chrétien-démocrate)                                                                                    | 1                         | 0,00                      |                          |                          |
| Source : Ministère de l'Intérieur - Quatrième circonscription du Finistère | |                           |                           |                          |                          |

#### Cinquième circonscription (Landivisiau-Lesneven)
Député sortant : Chantal Guittet (Parti socialiste).
|                                                                            | |                           |                           |                          |                          |
|                                                                            | | Premier tour 11 juin 2017 | Premier tour 11 juin 2017 | Second tour 18 juin 2017 | Second tour 18 juin 2017 |
|                                                                            | |                           |                           |                          |                          |
|                                                                            | | Nombre                    | % des inscrits            | Nombre                   | % des inscrits           |
| Inscrits                                                                   | Inscrits | 94 494                    | 100,00                    | 94 491                   | 100,00                   |
| Abstentions                                                                | Abstentions | 41 731                    | 44,16                     | 51 161                   | 54,14                    |
| Votants                                                                    | Votants | 52 763                    | 55,84                     | 43 330                   | 45,86                    |
|                                                                            | |                           | % des votants             |                          | % des votants            |
| Bulletins blancs                                                           | Bulletins blancs | 520                       | 0,99                      | 3 380                    | 7,80                     |
| Bulletins nuls                                                             | Bulletins nuls | 186                       | 0,35                      | 1 063                    | 2,45                     |
| Suffrages exprimés                                                         | Suffrages exprimés | 52 057                    | 98,66                     | 38 887                   | 89,75                    |
|                                                                            | |                           |                           |                          |                          |
| Candidat Étiquette politique (partis et alliances)                         | Candidat Étiquette politique (partis et alliances)                                                                                          | Voix                      | % des exprimés            | Voix                     | % des exprimés           |
|                                                                            | |                           |                           |                          |                          |
|                                                                            | Graziella Melchior La République en marche                                                                                                  | 18 624                    | 35,78                     | 20 957                   | 53,89                    |
|                                                                            | Patrick Leclerc Divers droite | 11 207                    | 21,53                     | 17 930                   | 46,11                    |
|                                                                            | Chantal Guittet (députée sortante) Parti socialiste                                                                                         | 7 795                     | 14,97                     |                          |                          |
|                                                                            | Pascale Marchand La France insoumise | 5 382                     | 10,34                     |                          |                          |
|                                                                            | Renée Thomaïdis Front national | 3 464                     | 6,65                      |                          |                          |
|                                                                            | Rosalie Salaün Europe Écologie Les Verts | 1 777                     | 3,41                      |                          |                          |
|                                                                            | Marcel Berrou Régionaliste (Oui la Bretagne)                                                                                                | 1 474                     | 2,83                      |                          |                          |
|                                                                            | Jean-Paul Barré Debout la France | 671                       | 1,29                      |                          |                          |
|                                                                            | Pierre-Yves Liziar Parti communiste français                                                                                                | 583                       | 1,12                      |                          |                          |
|                                                                            | Maxime Bernas Régionaliste (Mouvement 100 % - Parti breton - Parti fédéraliste européen - En avant Bretagne -Alliance fédéraliste bretonne) | 357                       | 0,69                      |                          |                          |
|                                                                            | Odile Croguennoc Divers gauche (Nouvelle Donne)                                                                                             | 267                       | 0,51                      |                          |                          |
|                                                                            | Françoise Chauveau Lutte ouvrière | 253                       | 0,49                      |                          |                          |
|                                                                            | Dorian Floch Divers (Union populaire républicaine)                                                                                          | 203                       | 0,39                      |                          |                          |
| Source : Ministère de l'Intérieur - Cinquième circonscription du Finistère | |                           |                           |                          |                          |

#### Sixième circonscription (Carhaix-Châteaulin)
Député sortant : Richard Ferrand (La République en marche).
|                                                                          |                                                                                                |                           |                           |                          |                          |
|                                                                          |                                                                                                | Premier tour 11 juin 2017 | Premier tour 11 juin 2017 | Second tour 18 juin 2017 | Second tour 18 juin 2017 |
|                                                                          |                                                                                                |                           |                           |                          |                          |
|                                                                          |                                                                                                | Nombre                    | % des inscrits            | Nombre                   | % des inscrits           |
| Inscrits                                                                 | Inscrits                                                                                       | 89 274                    | 100,00                    | 89 269                   | 100,00                   |
| Abstentions                                                              | Abstentions                                                                                    | 37 372                    | 41,86                     | 46 204                   | 51,76                    |
| Votants                                                                  | Votants                                                                                        | 51 902                    | 58,14                     | 43 065                   | 48,24                    |
|                                                                          |                                                                                                |                           | % des votants             |                          | % des votants            |
| Bulletins blancs                                                         | Bulletins blancs                                                                               | 770                       | 1,48                      | 4 327                    | 10,05                    |
| Bulletins nuls                                                           | Bulletins nuls                                                                                 | 355                       | 0,68                      | 1 607                    | 3,73                     |
| Suffrages exprimés                                                       | Suffrages exprimés                                                                             | 50 777                    | 97,83                     | 37 131                   | 86,22                    |
|                                                                          |                                                                                                |                           |                           |                          |                          |
| Candidat Étiquette politique (partis et alliances)                       | Candidat Étiquette politique (partis et alliances)                                             | Voix                      | % des exprimés            | Voix                     | % des exprimés           |
|                                                                          |                                                                                                |                           |                           |                          |                          |
|                                                                          | Richard Ferrand (député sortant) La République en marche                                       | 17 230                    | 33,93                     | 20 991                   | 56,53                    |
|                                                                          | Gaëlle Nicolas Les Républicains (Union des démocrates et indépendants)                         | 9 193                     | 18,10                     | 16 140                   | 43,47                    |
|                                                                          | Christian Troadec Régionaliste (Oui la Bretagne - Mouvement Bretagne et progrès)               | 7 047                     | 13,88                     |                          |                          |
|                                                                          | Jean-Michel Lucas La France insoumise                                                          | 5 855                     | 11,53                     |                          |                          |
|                                                                          | Nathanaël Legeard Europe Écologie Les Verts (Parti socialiste)                                 | 4 360                     | 8,59                      |                          |                          |
|                                                                          | Patrick Le Fur Front national                                                                  | 3 523                     | 6,94                      |                          |                          |
|                                                                          | Lionel Chabrol Divers (La France qui ose - Confédération pour l'homme, l'animal et la planète) | 773                       | 1,52                      |                          |                          |
|                                                                          | Maxime Paul Parti communiste français                                                          | 711                       | 1,40                      |                          |                          |
|                                                                          | Sophie Rossigneux Debout la France                                                             | 584                       | 1,15                      |                          |                          |
|                                                                          | Bernard Fehringer Divers (Parti animaliste)                                                    | 405                       | 0,80                      |                          |                          |
|                                                                          | Robert Béra Divers gauche (Nouvelle Donne)                                                     | 307                       | 0,60                      |                          |                          |
|                                                                          | Élisabeth Piro Lutte ouvrière                                                                  | 292                       | 0,58                      |                          |                          |
|                                                                          | Catherine Carpentier Divers (Union populaire républicaine)                                     | 264                       | 0,52                      |                          |                          |
|                                                                          | Jean Queinnec Extrême droite (Union des patriotes)                                             | 233                       | 0,46                      |                          |                          |
| Source : Ministère de l'Intérieur - Sixième circonscription du Finistère |                                                                                                |                           |                           |                          |                          |

#### Septième circonscription (Douarnenez-Pont-l'Abbé)
Député sortant : Annick Le Loch (Parti socialiste).
|                                                                           | |                           |                           |                          |                          |
|                                                                           | | Premier tour 11 juin 2017 | Premier tour 11 juin 2017 | Second tour 18 juin 2017 | Second tour 18 juin 2017 |
|                                                                           | |                           |                           |                          |                          |
|                                                                           | | Nombre                    | % des inscrits            | Nombre                   | % des inscrits           |
| Inscrits                                                                  | Inscrits | 80 383                    | 100,00                    | 80 365                   | 100,00                   |
| Abstentions                                                               | Abstentions | 34 987                    | 43,53                     | 42 362                   | 52,71                    |
| Votants                                                                   | Votants | 45 396                    | 56,47                     | 38 003                   | 47,29                    |
|                                                                           | |                           | % des votants             |                          | % des votants            |
| Bulletins blancs                                                          | Bulletins blancs | 651                       | 1,43                      | 3 807                    | 10,02                    |
| Bulletins nuls                                                            | Bulletins nuls | 376                       | 0,83                      | 1 452                    | 3,82                     |
| Suffrages exprimés                                                        | Suffrages exprimés | 44 369                    | 97,74                     | 32 744                   | 86,16                    |
|                                                                           | |                           |                           |                          |                          |
| Candidat Étiquette politique (partis et alliances)                        | Candidat Étiquette politique (partis et alliances)                                                                                            | Voix                      | % des exprimés            | Voix                     | % des exprimés           |
|                                                                           | |                           |                           |                          |                          |
|                                                                           | Liliane Tanguy La République en marche | 16 894                    | 38,08                     | 20 611                   | 62,95                    |
|                                                                           | Didier Guillon Les Républicains (Union des démocrates et indépendants)                                                                        | 7 536                     | 16,98                     | 12 133                   | 37,05                    |
|                                                                           | Roland Jaouen La France insoumise | 6 491                     | 14,63                     |                          |                          |
|                                                                           | Florence Crom Parti socialiste | 4 043                     | 9,11                      |                          |                          |
|                                                                           | Agnès Belbéoc'h Front national | 2 963                     | 6,68                      |                          |                          |
|                                                                           | Christophe Roumier Union des démocrates et indépendants (Alliance centriste)                                                                  | 1 977                     | 4,46                      |                          |                          |
|                                                                           | Jean Cathala Europe Écologie Les Verts | 1 870                     | 4,21                      |                          |                          |
|                                                                           | Monique Le Berre Régionaliste (Oui la Bretagne - Union démocratique bretonne)                                                                 | 1 221                     | 2,75                      |                          |                          |
|                                                                           | Alice Roudaut Lutte ouvrière | 445                       | 1,00                      |                          |                          |
|                                                                           | Bernard Le Guen Régionaliste (Mouvement 100 % - Parti breton - Parti fédéraliste européen - En avant Bretagne -Alliance fédéraliste bretonne) | 347                       | 0,78                      |                          |                          |
|                                                                           | Sylvie Joncour Divers gauche (Nouvelle Donne)                                                                                                 | 306                       | 0,69                      |                          |                          |
|                                                                           | Bruno Grognet Divers (Union populaire républicaine)                                                                                           | 276                       | 0,62                      |                          |                          |
| Source : Ministère de l'Intérieur - Septième circonscription du Finistère | |                           |                           |                          |                          |

#### Huitième circonscription (Quimperlé-Concarneau)
Député sortant : Gilbert Le Bris (Parti socialiste).
|                                                                           | |                           |                           |                          |                          |
|                                                                           | | Premier tour 11 juin 2017 | Premier tour 11 juin 2017 | Second tour 18 juin 2017 | Second tour 18 juin 2017 |
|                                                                           | |                           |                           |                          |                          |
|                                                                           | | Nombre                    | % des inscrits            | Nombre                   | % des inscrits           |
| Inscrits                                                                  | Inscrits | 87 205                    | 100,00                    | 87 201                   | 100,00                   |
| Abstentions                                                               | Abstentions | 39 838                    | 45,68                     | 47 281                   | 54,22                    |
| Votants                                                                   | Votants | 47 367                    | 54,32                     | 39 920                   | 45,78                    |
|                                                                           | |                           | % des votants             |                          | % des votants            |
| Bulletins blancs                                                          | Bulletins blancs | 795                       | 1,68                      | 3 024                    | 7,58                     |
| Bulletins nuls                                                            | Bulletins nuls | 321                       | 0,68                      | 1 460                    | 3,66                     |
| Suffrages exprimés                                                        | Suffrages exprimés | 46 251                    | 97,64                     | 35 436                   | 88,77                    |
|                                                                           | |                           |                           |                          |                          |
| Candidat Étiquette politique (partis et alliances)                        | Candidat Étiquette politique (partis et alliances)                                                                                                  | Voix                      | % des exprimés            | Voix                     | % des exprimés           |
|                                                                           | |                           |                           |                          |                          |
|                                                                           | Erwan Balanant Mouvement démocrate | 15 458                    | 33,42                     | 18 233                   | 51,45                    |
|                                                                           | Michael Quernez Parti socialiste | 8 417                     | 18,20                     | 17 203                   | 48,55                    |
|                                                                           | Emmanuel Magnan La France insoumise | 6 001                     | 12,97                     |                          |                          |
|                                                                           | Laëtitia Boidin Les Républicains (Union des démocrates et indépendants)                                                                             | 4 564                     | 9,87                      |                          |                          |
|                                                                           | Mikaël Caréo Front national | 4 481                     | 9,69                      |                          |                          |
|                                                                           | Marie-Andrée Jérôme-Clovis Europe Écologie Les Verts                                                                                                | 1 842                     | 3,98                      |                          |                          |
|                                                                           | Jacques Rannou Parti communiste français | 1 417                     | 3,06                      |                          |                          |
|                                                                           | Atto Dossena Divers droite | 1 072                     | 2,32                      |                          |                          |
|                                                                           | Yann Pelliet Régionaliste (Oui la Bretagne) | 1 063                     | 2,30                      |                          |                          |
|                                                                           | Joseph Pichon Debout la France | 600                       | 1,30                      |                          |                          |
|                                                                           | Denis Madelaine-Nicot Régionaliste (Mouvement 100 % - Parti breton - Parti fédéraliste européen - En avant Bretagne -Alliance fédéraliste bretonne) | 391                       | 0,85                      |                          |                          |
|                                                                           | Anne Morel Lutte ouvrière | 371                       | 0,80                      |                          |                          |
|                                                                           | Catherine Mercier Divers (Union populaire républicaine)                                                                                             | 341                       | 0,74                      |                          |                          |
|                                                                           | Didier Troude Divers gauche (Nouvelle Donne) | 233                       | 0,50                      |                          |                          |
| Source : Ministère de l'Intérieur - Huitième circonscription du Finistère | |                           |                           |                          |                          |